# Giovanni Tombesi
Giovanni Tombesi (Macerata, 8 luglio 1921 – Pesaro, 26 settembre 2001) è stato un calciatore italiano, di ruolo difensore.

## Carriera
Comincia nella Maceratese in Serie C, dove nella stagione 1939-1940 ottiene la promozione in Serie B.
Nel 1942, dopo quattro anni con i marchigiani, approda al Padova in Serie B. Debutta il 29 novembre 1942  in Napoli-Padova (0-0). L'ultima apparizione riguarda Padova-Modena (0-2) del 25 aprile 1948.
Nel 1945 dopo la sospensione delle attività per cause belliche, gioca nella Divisione Nazionale (attuale Serie A) con l'Anconitana. Debutta il 21 ottobre 1945 contro la Roma (1-0 per i giallorossi).
Successivamente gioca per altre quattro stagioni con Macerata, per due stagioni gioca con il Venezia in Serie B; successivamente passa prima al Dolo e poi al Portogruarese, entrambe le stagioni in IV Serie. Chiude la carriera alla Maceratese.

## Palmarès

### Club

#### Competizioni nazionali
- Campionato italiano Serie C: 3

Macerata: 1939-1940, 1946-1947, 1947-1948